# Embauchoir

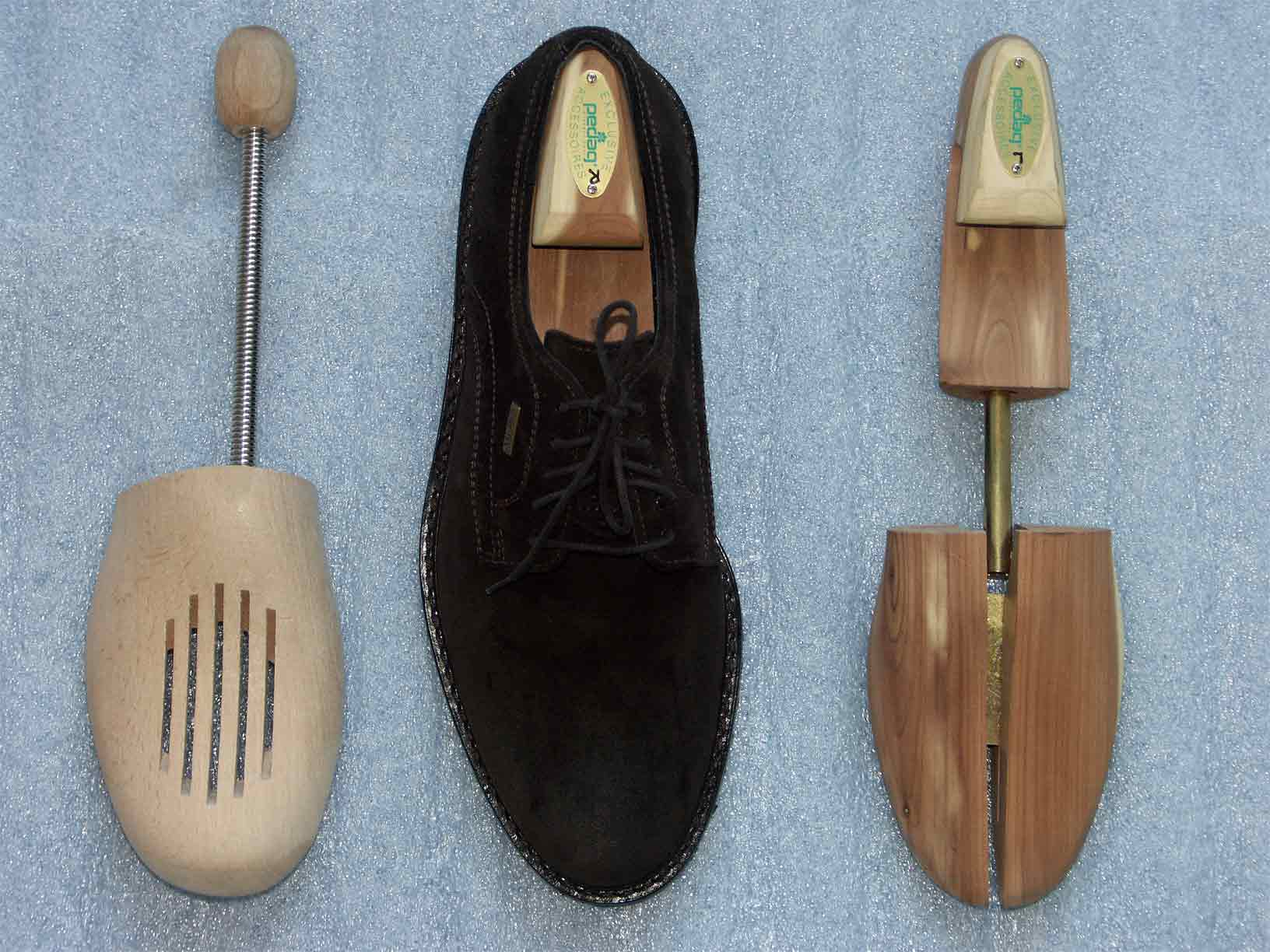
De gauche à droite : embauchoir simple en bois, embauchoir dans une chaussure et embauchoir universel en cèdre.

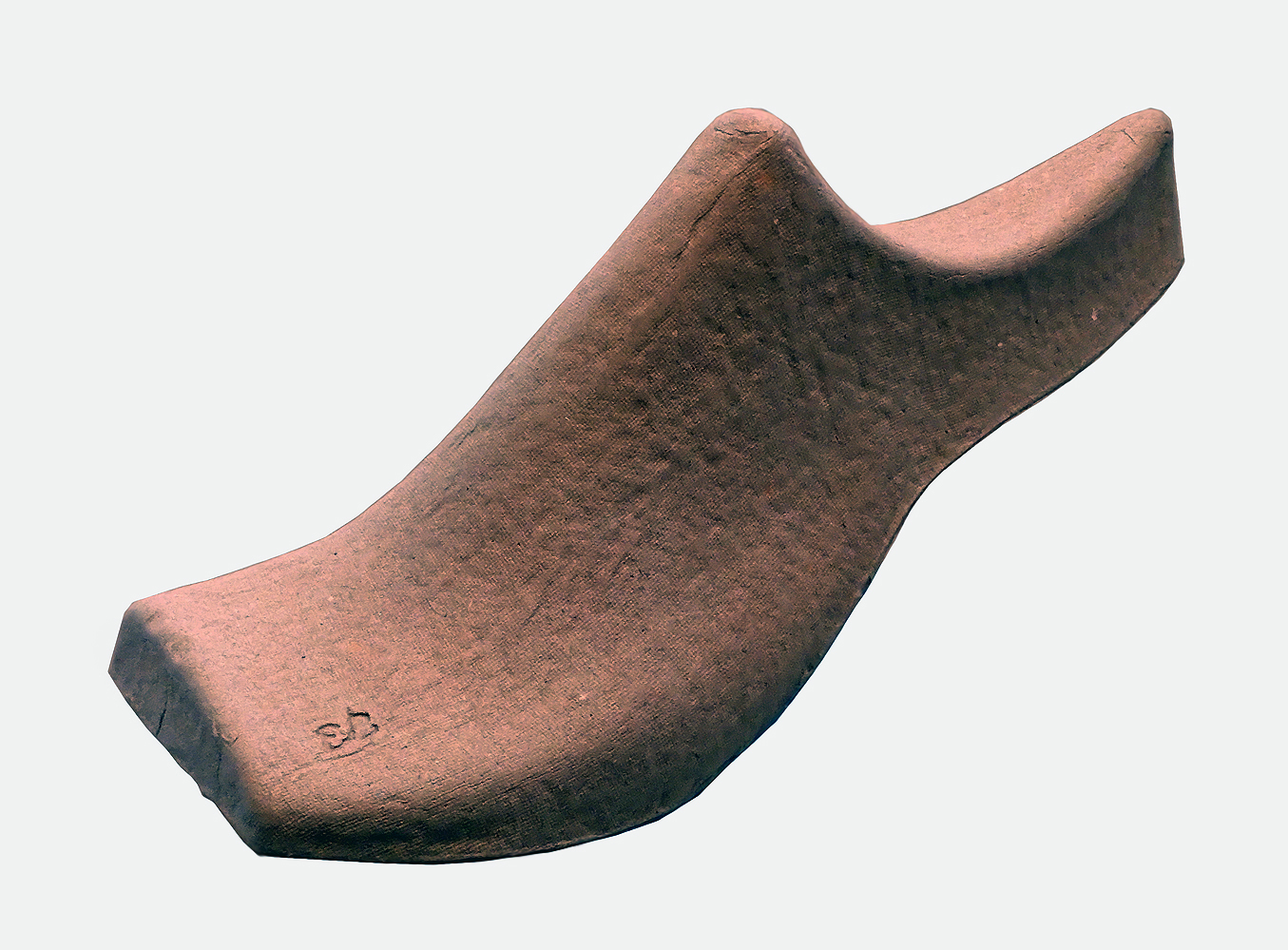
Un bloc de chaussure en papier recyclé lourd.

Un embauchoir est un objet en forme de pied servant à maintenir la chaussure dans sa forme d'origine et diminuer la formation de plis, augmentant ainsi la durée de vie de la chaussure. Les embauchoirs de qualité sont en bois plein, habituellement du cèdre, parfumant les chaussures et absorbant l'humidité. À moins d'être spécifiques à un modèle de chaussures, ils sont habituellement articulés par un, deux ou trois ressorts dans le sens de la longueur et de la largeur, ce qui leur permet d'occuper tout l'espace.
Il existe également des embauchoirs simples, en plastique ou en métal embouti, avec ou sans ressort. Ils sont habituellement moins chers, plus légers et plus pratiques en voyage.
Les embauchoirs s'utilisent le soir après l'utilisation des souliers ainsi que lorsque ces derniers sont trempés.